# بوهينية بنفسجية
بوهينية بنفسجية أو خف الجمل/ بوهينيا  (الاسم العلمي: Bauhinia purpurea) ويطلق عليها أيضاً «البوهينة» هي شجرة موطنها الأصلي جنوب شرق اسيا في الهند وفي المنحذرات الصخرية في الصين وبورما، وتصنف من ضمن أشهر أنواع أشجار البوهينة المشهورة، ولها نوعان أما البوهينة البنفسجية أو البيضاء، ويصل أرتفاعها الى 6 متر، وهى من الاشجار التى تتحمل الحرارة كثيرًا ولذلك توجد في المناطق الاستوائية وذو الرطوبة العالية، وهي من النباتات التي تنمو في مناطق الظل بين الصخور وفي جوانب الطرق، حيث يبدأ نموها في أواخر فصل الشتاء، ويكون توزيعها الجغرافي في الجبال الوسطى من فلسطين والمنطقة الشمالية من الأغوار والأجزاء الشمالية من فلسطين.

## سبب التسمية
يعود سبب التسمية تكريماً للأخوين «جين وكاسبار بوهين» وهم من علماء النبات ذات الجنسية السويسرية في القرن السادس عشر وفصوص الأوراق تمثل الأخوين ويشير الأسم المحدد فاريجاتا إلى تنوع الأزهار.

## استعمالات وفوائد شجرة خف الجمل
تُزرع في الحدائق المنزلية وتنجذب الحشرات اليها كالنحل بسبب الوانها ورائحتها العطرية لتصنع منها العسل، حيث تحتوي بعض أجزائها من قلف وجذور وثمرة وبذور على الصمغ والتانين والجليكوسيدات وأيضاً يمكن استخدام أخشاب خف الجمل للوقود والتدفئة لكن من سلبياتها لا تتمتع بالصلابة والقوة لذلك لا تُدخل أخشابها في مجال الصناعة، أما من ناحية طبية تستعمل أوراقها عند تجفيفها وغليها بالماء الساخن مشروبًا ضد السعال والأنفلونزا والنزلات الصدرية والالتهابات وتستخدم أيضاً للالتهاب والكلية والقرحة المعدية والإثنا عشر.